# Vladímir Konstantínov
Vladímir Andréyevich Konstantínov (en ruso: Влади́мир Андре́евич Константи́нов, en ucraniano: Константинов Володимир Андрійович; nacido el 19 de noviembre de 1956 en Vladimirovca, en la RSS de Moldavia de la Unión Soviética) es un político ruso de origen moldavo, actual presidente del Consejo Supremo de Crimea desde 2014.
Desde el 5 de marzo de 2014, es buscado por el Servicio de Seguridad de Ucrania, acusado por «acciones encaminadas al derrocamiento violento, el cambio del orden constitucional, o la toma del poder del Estado». El 15 de marzo el parlamento ucraniano disolvió el Consejo Supremo de Crimea. Debido a esto se creó el nuevo Consejo Supremo de la República de Crimea, que se encuentra anexada a Rusia desde el 18 de marzo.

## Biografía
Nació en Vladimirovca en la RSS de Moldavia (hoy parte del estado con reconocimiento limitado de Transnistria) el 19 de noviembre de 1956. En 1973, se graduó de la escuela secundaria Nauchnenskaya en el raión de Bajchisarái. Se graduó en Simferópol, con especialización en ingeniería industrial y civil y trabajó en una fábrica. Desde 1979 hasta 1981 se desempeñó en el servicio militar en las Fuerzas Armadas de la Unión Soviética. Obtuvo numerosos premios y méritos entre ellos el «constructor de Honor de Ucrania». Hasta 2010 trabajó en distintos cargos en varias empresas. Está casado y tiene dos hijos.
Se desempeñó como diputado del Consejo Supremo de la República Autónoma de Crimea entre 1998 y 2002.

### Crisis de Crimea
El 5 de marzo, el tribunal de distrito de Shevchenko de Kiev emitió una orden de arresto contra Serguéi Aksiónov y Konstantínov, siendo buscados por el Servicio de Seguridad de Ucrania.
Actualmente, Konstantínov le debe aproximadamente 130 millones de Grivnas a los bancos de Ucrania.
Debido al referéndum sobre la anexión de Crimea a Rusia, Canadá, la Unión Europea y Estados Unidos incluyeron a Konstantínov en las listas de sanciones. Sus activos en estos países se congelaron y se le prohibió la entrada en estos países.
El 18 de marzo fueron firmados los acuerdos de anexión a la Federación de Rusia de la República de Crimea y la ciudad de Sebastopol como dos sujetos federales. La República de Crimea se incorporó bajo el estatus de «república», mientras que Sebastopol lo hizo bajo el estatus de «ciudad federal». Los firmantes del tratado, además de Vladímir Konstantínov, fueron Serguéi Aksiónov, Vladímir Putin y Alekséi Chaly.

## Controversias
Andriy Senchenko, miembro de la Rada Suprema como parte del partido Batkivshchyna, ha alegado que Konstantínov ha estado involucrado en las transacciones inmobiliarias fraudulentas y que ha trabajado desde la década de 1990 con el primer ministro Serguéi Aksiónov en la banda de crimen organizado llamada «Salem».